# Nikolái Nebogatov
Nikolái Ivánovich Nebogatov (en ruso: Николай Иванович Небогатов; ocasionalmente transliterado como Nebogatoff; 20 de abril de 1849 - 4 de agosto de 1922) fue un contraalmirante de la Armada Imperial Rusa, conocido por su papel en las etapas finales de la guerra ruso-japonesa de 1904-1905.

## Biografía
Nebogatov nació en la familia de un oficial naval de carrera en las cercanías de San Petersburgo y se graduó en el Cuerpo de cadetes navales en 1869. Fue ascendido a teniente en 1874. En 1882-1886 fue oficial ejecutivo a bordo del crucero Razboinik y en 1888 se le dio el mando de la cañonera Groza, seguida en 1889, por la cañonera Grad. Estuvo al mando de numerosos buques de guerra rusos durante su carrera, incluidos los cruceros Krejs, Almirante Najímov y Minin. Más tarde fue nombrado jefe de entrenamiento de artillería naval de la Flota rusa del Báltico y fue ascendido a contraalmirante en 1901.
Durante la guerra ruso-japonesa, el grueso de la Flota Rusa del Báltico pasó a denominarse «Segundo Escuadrón del Pacífico», y zarpó bajo el mando del almirante Zinovi Rozhéstvenski en un épico viaje para relevar a la Flota rusa del Pacífico, atrapada en la batalla de Port Arthur por la Armada Imperial Japonesa. En gran parte por razones políticas, se hizo un llamado para un «Tercer Escuadrón del Pacífico», compuesto por cruceros y buques de defensa costera en su mayoría obsoletos para complementar el Segundo Escuadrón del Pacífico. Al darse cuenta de que los barcos eran muy inadecuados para la tarea y se enfrentaban a tripulaciones no entrenadas, varios almirantes rusos rechazaron el mando; sin embargo, Nebogatov aceptó el desafío. A pesar de varios incidentes de sabotaje por parte de elementos prorrevolucionarios o anarquistas dentro de las tripulaciones, Nebogatov zarpó en febrero de 1905 con el viejo acorazado Imperator Nikolái I (como buque insignia), el crucero Vladímir Monomaj y los acorazados de defensa costera Almirante Ushakov, Almirante Siniavin y Almirante General Graf Apraksin, así como numerosos barcos de transporte. El escuadrón pasó por el Canal de Suez y cruzó el Océano Índico para encontrarse con el Segundo Escuadrón del Pacífico en la Bahía de Cam Ranh, entonces en la Indochina francesa. Rozhéstvenski, que se había opuesto a la salida del Tercer Escuadrón del Pacífico desde el principio, no compartió con él su estrategia y ruta futura ni siquiera a estas alturas, y tampoco le informó de la muerte del almirante Dimitri von Fölkersam el 24 de mayo. un evento que efectivamente convirtió a Nebogatov en el segundo al mando de la flota después de Rozhéstvenski.
Durante el primer día de la Batalla de Tsushima, el 27 de mayo de 1905, la flota japonesa concentró sus esfuerzos contra el Segundo Escuadrón del Pacífico, por lo que los barcos de Nebogatov sobrevivieron al destino de los acorazados de Rozhéstvenski. Con Rozhéstvenski gravemente herido y la mayoría de los buques de guerra del Segundo Escuadrón del Pacífico hundidos o perdidos, Nebogatov asumió el mando. Después de enfrentar repetidos ataques con torpedos durante la noche, los buques de guerra rusos restantes se reunieron alrededor del Imperator Nikolái I. Sin embargo, al avistar la principal flota japonesa en la mañana del 28 de mayo, se dio cuenta de que sus barcos no eran rival para la flota japonesa y que la división de cruceros rusa al mando del almirante Oskar Enkvist no llegaría a tiempo para evitar su aniquilación. A pesar de las objeciones de la mayoría de sus oficiales, Nebogatov aceptó los términos del almirante Tōgō Heihachirō, firmó un instrumento de rendición a bordo del buque insignia de Tōgō, el acorazado Mikasa, y entregó el control de los acorazados restantes del Imperator Nicolái I, Oriol, Almirante General Graf Apraksin y Almirante Siniavin a los japoneses. Sin embargo, el capitán Vasili Fersen del crucero Izumrud desobedeció las órdenes y escapó a través de las líneas japonesas. El capitán del acorazado Almirante Ushakov, habiéndose perdido durante la noche, no estaba al tanto de las órdenes de rendirse y fue hundido a la mañana siguiente, superado en armas y número por la flota japonesa.
Nebogatov fue hecho prisionero de guerra por los japoneses, y mientras estaba prisionero fue destituido deshonrosamente por el Almirantazgo ruso y despojado de sus títulos de nobleza. A su regreso a Rusia, él y 77 de sus oficiales subordinados fueron arrestados y llevados ante un consejo de guerra en diciembre de 1906. La defensa de Nebogatov de que sus barcos, armas y municiones defectuosas habrían resultado en una matanza sin sentido de sus hombres fue rechazada, y Nebogatov y tres de sus capitanes fueron condenados a muerte por un pelotón de fusilamiento el 25 de diciembre de 1906. Sin embargo, las penas fueron conmutadas por 10 años de prisión por orden del zar Nicolás II. Fue liberado de la prisión-fortaleza de San Pedro y San Pablo en mayo de 1909, cuando fue indultado con motivo del cumpleaños del zar.
Posteriormente, Nebogatov se trasladó a Moscú, donde murió en 1922. Estaba casado con Nadezhda Petrova, con quien tuvo dos hijas y un hijo.